# Vahterpään fladat
Vahterpään fladat este o arie protejată (arie specială de conservare — SAC, sit de importanță comunitară — SCI) din Finlanda întinsă pe o suprafață de 104 ha, integral pe uscat.

## Localizare
Centrul sitului Vahterpään fladat este situat la coordonatele 60°21′28″N 26°30′56″E / 60.3578°N 26.5156°E.

## Înființare
Situl Vahterpään fladat a fost declarat sit de importanță comunitară în august 1998 pentru a proteja un număr necunoscut de specii din flora spontană și fauna sălbatică aflate în arealul zonei. Situl a fost protejat și ca arie specială de conservare în aprilie 2015.

## Biodiversitate
Situată în ecoregiunea boreală, aria protejată conține 5 habitate naturale: Lagune de coastă, Pășuni de coastă din Baltica boreală, Mlaștini turboase de tranziție și turbării mișcătoare, Păduri fino-scandinave bogate în ierburi cu Picea abies, Vegetație perenă pe țărmurile stâncoase.
La baza desemnării sitului se află un număr nedeclarat de specii protejate.
Pe lângă speciile protejate, pe teritoriul sitului au mai fost identificate 2 specii de plante.